# Olympische Sommerspiele 1960/Teilnehmer (Großbritannien)
| Gelbes Symbol für Goldmedaillen mit stilisierten Olympischen Ringen | Graues Symbol für Silbermedaillen mit stilisierten Olympischen Ringen | Braundes Symbol für Bronzemedaillen mit stilisierten Olympischen Ringen |
| ------------------------------------------------------------------- | --------------------------------------------------------------------- | ----------------------------------------------------------------------- |
| 2                                                                   | 6                                                                     | 12                                                                      |

Großbritannien nahm an den Olympischen Sommerspielen 1960 in Rom mit einer Delegation von 253 Athleten (206 Männer und 47 Frauen) an 130 Wettkämpfen in 17 Sportarten teil. Am erfolgreichsten war die Nation in der Leichtathletik, dort wurden acht Medaillen gewonnen, darunter Gold für den Geher Don Thompson. Im Schwimmen wurden drei Medaillen gewonnen, Anita Lonsbrough wurde Siegerin über 200 Meter Brust. Vier Athleten konnten jeweils zwei Medaillen gewinnen, allerdings kein Gold. Auch im Boxen wurden drei Medaillen (allesamt Bronze) gewonnen, darunter von Richard McTaggart, welcher bei der Eröffnungsfeier den Union Jack tragen durfte.

## Teilnehmer nach Sportarten

### Boxen
Männer
- Roy Addison
- Willie Fisher
Bronze  Halbmittelgewicht
- Bobby Kelsey
- Danny Lee
- Jim Lloyd
Bronze  Weltergewicht
- Phil Lundgren
- Richard McTaggart
Bronze  Leichtgewicht
- Johnny Ould
- Frankie Taylor
- Dave Thomas

### Fechten
| Männer - Michael Alexander Silber Degen Mannschaft - Michael Amberg - Ralph Cooperman - Raymond Harrison Silber Degen Mannschaft - Bill Hoskyns Silber Degen Mannschaft - Michael Howard Silber Degen Mannschaft - Allan Jay Silber Degen Einzel Silber Degen Mannschaft - Sandy Leckie - Angus McKenzie - René Paul - John Pelling Silber Degen Mannschaft - Michael Strauss - Donald Stringer | Frauen - Jeannette Bailey - Mary Glen-Haig - Shirley Netherway - Gillian Sheen - Margaret Stafford |

### Fußball
Männer
- Gruppenphase
- Hugh Barr
- Laurence Brown
- Leslie Brown
- Bobby Brown
- Arnold Coates
- John Devine
- Hugh Forde
- Michael Greenwood
- Patrick Hasty
- David Holt
- Terry Howard
- Jim Lewis
- Hugh Lindsay
- Ronald McKinven
- William Neil
- Michael Pinner
- Roy Sleap
- Tommy Thompson
- John Wakefield

### Gewichtheben
Männer
- Sylvanus Blackman
- Blair Blenman
- Phil Caira
- Ben Helfgott
- Dennis Hillman
- Louis Martin
Bronze  Mittelschwergewicht
- Allan Robinson

### Hockey
Männer
- 4. Platz
- Patrick Austen
- John Bell
- Harry Cahill
- Denys Carnill
- Peter Croft
- Howard Davis
- John Hindle
- Charles Jones
- Neil Livingstone
- Stuart Mayes
- Derek Miller
- John Neill
- Chris Saunders-Griffiths
- Frederick Scott
- Ian Taylor

### Kanu
| Männer - Raymond Blick - Edward Cronk - John Harris - Robert Lowery - Basil Pratt - Ronald Rhodes | Frauen - Marianne Tucker |

### Leichtathletik
| Männer - Fred Alsop - Bob Birrell - Max Boyes - Robbie Brightwell - Dave Chapman - Mike Ellis - Crawford Fairbrother - Tom Farrell - Chris Goudge - Eric Hall - Brian Hewson - Peter Hildreth - John Howell - Martin Hyman - Barry Jackson - Albert Johnson - David Jones Bronze 4 × 100 m - Arthur Keily - Brian Kent-Smith - Brian Kilby - Mike Lindsay - Martyn Lucking - Ken Matthews - Vic Matthews - John Merriman - John Metcalf - Gordon Miller - Tom Misson - Denis O’Gorman - Michael Palmer - Gordon Pirie - Peter Radford Bronze 100 m Bronze 4 × 100 m - Laurie Reed - Arthur Rowe - Frank Salvat - David Segal Bronze 4 × 100 m - Eric Shirley - Don Thompson Gold 50 km Gehen - Bruce Tulloh - Stan Vickers Bronze 20 km Gehen - John Wenk - Nick Whitehead Bronze 4 × 100 m - Mike Wiggs - John Wrighton - Malcolm Yardley | Frauen - Mary Bignal-Rand - Diane Charles - Suzanne Allday - Jean Hiscock - Dorothy Hyman Silber 100 m Bronze 200 m - Elizabeth Jenner - Joy Jordan - Phyllis Perkins - Christina Persighetti - Sue Platt - Pat Pryce - Carole Quinton Silber 80 m Hürden - Dorothy Shirley Silber Hochsprung - Frances Slaap - Jenny Smart - Averil Williams |

### Moderner Fünfkampf
Männer
- Donald Cobley
- Patrick Harvey
- Peter Little

### Radsport
Männer
- Karl Barton
- Lloyd Binch
- Bill Bradley
- Mike Gambrill
- David Handley
- Jim Hinds
- Barry Hoban
- Bill Holmes
- Ken Laidlaw
- Joseph McClean
- Charlie McCoy
- Eric Thompson

### Reiten
- Norman Arthur
- C. David Barker
- David Broome
Bronze  Springen Einzel
- Michael Bullen
- Johanna Hall
- Bertie Hill
- Pat Smythe
- Frank Weldon
- Lilian Williams
- Dawn Wofford

### Ringen
Männer
- Peter Amey
- Bert Aspen
- Alan Butts
- Walter Pilling
- Ken Richmond
- Kenny Stephenson

### Rudern
Männer
- Richard Bate
- Michael Beresford
- Nicholas Birkmyre
- John Chester
- Graham Cooper
- Simon Crosse
- Chris Davidge
- Michael Davis
- Ian Elliott
- Stewart Farquharson
- Richard Fishlock
- George Justicz
- Richard Knight
- Ken Lester
- Alexander Lindsay
- Clive Marshall
- Richard Nicholson
- Colin Porter
- Sidney Rand
- Jeffrey Reeves
- Peter Reynolds
- Terrence Rosslyn-Smith
- John Russell
- Donald Shaw
- John Tilbury
- John Vigurs

### Schießen
- Anthony Clark
- Steffen Cranmer
- Frank Dobson
- William Godwin
- Robert Hassell
- Victor Huthart
- Derek Robinson
- Arthur Skinner
- John Tomlinson
- Joe Wheater

### Schwimmen
| Männer - Ian Black - Ian Blyth - Richard Campion - Stanley Clarke - John Martin-Dye - Hamilton Milton - William O’Donnell - Haydn Rigby - Gerard Rowlinson - Bob Sreenan - Graham Sykes - Christopher Walkden | Frauen - Christine Gosden - Christine Harris - Sylvia Lewis - Anita Lonsbrough Gold 200 m Brust - Beryl Noakes - Jean Oldroyd - Nan Rae - Judy Samuel - Natalie Steward Bronze 100 m Freistil Silber 100 m Rücken - Sheila Watt - Diana Wilkinson |

### Segeln
- Robin Aisher
- Slotty Dawes
- Ian Hannay
- Jonathan Janson
- Graham Mann
- Jean Mitchell
- Roy Mitchell
- George Nicholson
- James Ramus
- John Ruggles
- Vernon Stratton

### Turnen
| Männer - Ken Buffin - Richard Gradley - John Mulhall - Jack Pancott - Peter Starling - Nik Stuart | Frauen - Gwynedd Lewis-Lingard - Pat Perks - Jill Pollard - Marjorie Raistrick-Carter - Dorothy Summers - Margaret Thomas-Neale |

### Wasserspringen
| Männer - John Candler - Keith Collin - Brian Phelps Bronze Turmspringen - Peter Squires | Frauen - Elizabeth Ferris Bronze Kunstspringen - Ann Long - Norma Thomas |